# Sempronio Asellione
Sempronio Asellione (in latino Sempronius Asellio; fl. II secolo a.C.) è stato uno storico romano del II secolo a.C.. In particolare fu uno dei primi ad occuparsi di monografia in ambito storico assieme a Lucio Celio Antipatro.

## Biografia
Asellione partecipò alla vita politica e militare del suo tempo: è attestato che nel 133 a.C. fu tribuno militare a Numanzia.
La sua opera storica, Historiae, trattava in almeno 14 libri gli avvenimenti del periodo in cui visse l'autore (con ogni probabilità si andava dal 146 a.C. al 91 a.C.). Asellione limitò la narrazione ai fatti contemporanei e non ripercorse gli eventi più lontani, com'era tipico della tradizione annalistica; appare, invece, influenzato dalla concezione "pragmatica" della storia del greco Polibio, che privilegiava l'analisi storico-militare dei fatti ed era particolarmente attenta alle cause (politiche e non) degli eventi.
Asellione aveva una concezione isocratea della storia di tipo pscicagogico, come nella storia etica di Teopompo e nella storia mimetica di Duride e di Filarco: la storia doveva psicagoghein, commovere, incitare al bene e, quindi, distogliere dal male, rendendo gli animi «alacriores ad rem publicam defendundam» e «segniores ad rem perperam faciundam» (fr.2 Peter).